# Інгвар Інгварович
Інгвар Інгварович (*д/н — 1252) — гіпотетичний князь рязанський у 1237—1252 роках. Більшість істориків вважають його тотожнім князю Інгвару Ігоровичу.

## Життєпис
Згадується лише в «Повісті про розорення Рязані Батиєм» та «Повісті про Миколу Заразького». При цьому в першій матір'ю Інгвара Інгваровича названо Аграфену Ростиславну, яка насправді була матір'ю Інгвара Ігоровича, гіпотетичного батька Інгвара Інгваровича. Згідно цих повістей супроводжував батька у 1237 році до Чернігова з проханням про допомогу перед навалою монгольського військ на Рязанське князівство. разом з тим в повістях змішано три різні події та виявлено пізні вставки XIV ст.
По поверненню знайшов спалену Рязань й сплюндроване князівство. Зрештою зумів закріпитися тут, визнавши зверхність хана Бату. Помер близько 1252 року. Йому спадкував Олег Інгварович.